# Billy Gardell
Billy Gardell (* 20. August 1969 in Pittsburgh, Pennsylvania als William R. Gardell) ist ein US-amerikanischer Schauspieler und Comedian.
Nachdem er seit 1989 als Künstler gearbeitet hatte, wurde er durch unterschiedliche Nebenrollen in Fernsehserien ab 2001 bekannt. Größere Bekanntheit erlangte er durch seine Rolle des Mike in Mike & Molly. Daneben arbeitete er als Stand-up-Comedian, mit dem Höhepunkt des 2008 auch als DVD veröffentlichten Programms Halftime. Gardell ist seit 2001 verheiratet und hat einen Sohn.

## Filmografie (Auswahl)
- 2000: Für alle Fälle Amy (Judging Amy, Fernsehserie, 4 Episoden)
- 2000: King of Queens (The King of Queens, Fernsehserie, Episode 2x14)
- 2001: Kristin (Fernsehserie, Episode 1x08)
- 2001: Irgendwie L.A. (It’s Like, You Know..., Fernsehserie, Episode 2x17)
- 2001–2006: Yes, Dear (Fernsehserie, 26 Episoden)
- 2002: Avenging Angelo
- 2003: Bad Santa
- 2003: Gary the Rat (Fernsehserie, 4 Episoden)
- 2003: Lucky (Fernsehserie, 11 Episoden)
- 2003: Monk (Fernsehserie, eine Episode)
- 2004: Practice – Die Anwälte (The Practice, Fernsehserie, 4 Episoden)
- 2005: CSI: Den Tätern auf der Spur (CSI: Crime Scene Investigation, Fernsehserie, Episode 5x23)
- 2006: Room 6
- 2006: Heist (Fernsehserie, 6 Episoden)
- 2006: Las Vegas (Fernsehserie, Episode 4x05)
- 2006: Ich, Du und der Andere (You, Me and Dupree)
- 2006: Der Diamanten-Job (Heist, Fernsehserie, 5 Episoden)
- 2007: Dragon Wars
- 2007–2009: My Name Is Earl (Fernsehserie, 12 Episoden)
- 2008: Desperate Housewives (Fernsehserie, Episode 4x16)
- 2009: Bones – Die Knochenjägerin (Bones, Fernsehserie, Episode 5x04)
- 2010–2016: Mike & Molly (Fernsehserie, 127 Episoden)
- 2011: Ice Age – Eine coole Bescherung (Ice Age: A Mammoth Christmas, Stimme)
- 2012: Family Guy (Fernsehserie, Episode 11x02, Stimme)
- 2013: Phineas und Ferb (Phineas and Ferb, Fernsehserie, Episode 4x12)
- 2014: Jersey Boys
- 2015: Die Spürnasen – Ermittler auf vier Pfoten (Dancer and the Dame)
- 2016: Bleib cool, Scooby-Doo! (Be Cool, Scooby-Doo!, Fernsehserie, Episode 1x14, Stimme)
- 2016: Das Leben und Riley (Girl Meets World, Fernsehserie, Episode 3x02)
- 2016: New Girl (Fernsehserie, Episode 6x09)
- 2017: Sun Records (Fernsehserie, 8 Episoden)
- 2017: Special Unit
- 2017: Once Upon a Time in Venice
- 2017: Angie Tribeca (Fernsehserie, Episode 3x10)
- 2017: Dice (Fernsehserie, 2 Episoden)
- 2017: A Very Merry Toy Store (Fernsehfilm)
- 2018–2019: Young Sheldon (Fernsehserie, 5 Episoden)